# Central hidràulica de Sossís
La Central hidràulica de Sossís és una central hidroelèctrica construïda per Riegos y Fuerza del Ebro. Està ubicada al terme municipal de Conca de Dalt, al Pallars Jussà, dins de l'antic terme de Claverol. Pertany al poble i parròquia del Pont de Claverol.
Està situada a l'esquerra de la Noguera Pallaresa, al nord del Pont de Claverol, al final del recorregut del Canal de Sossís, que l'alimenta de l'aigua necessària per a fer funcionar les seves turbines.
Així, quan el Canal de Sossís arriba a la partida de lo Conreu, salva els 20 metres de desnivell fins a la Central hidràulica de Sossís, que té una potència instal·lada de 3 MW, amb una producció mitjana anual de 20 GWh.
Les obres s'iniciaren el 10 de juliol de 1912 i van ser acabades el juliol de 1913. Alhora que es treballava en la construcció de la central també es construí la línia elèctrica d’alta tensió de 110.000 volts entre la central i Barcelona. La línia anava fins a Camarasa, on confluïa amb la línia provinent de Seròs, i d'allà una tercera línia arribava a Barcelona passant per Agramunt, Cervera, Igualada, Vallbona d’Anoia, Martorell i Sant Cugat del Vallès. La posada en marxa de la central també permeté enviar corrent elèctric a Barcelona per il·luminar la façana de la seu de Riegos y Fuerza del Ebro, ubicada a plaça Catalunya número 2.
El canal i la central hidroelèctrica inicialment eren considerades provisionals, com a font d'alimentació mentre duressin els treballs de construcció de la central hidroelèctrica de Talarn. Però es decidí conservar-la en funcionament, en previsió de la possible construcció d'un ferrocarril transpirinenc. En origen es van instal·lar tres turbines dobles de 1500 CV (1,12 MW) que treballaven a 250 revolucions per minut. La central de Sossís, així com la majoria de les central elèctriques catalanes, fou considerada durant la guerra civil un objectiu militar. El 19 de gener de 1938 la central hidroelèctrica fou bombardejada per l'exèrcit rebel espanyol, encara que no es produïren danys rellevants.